# Abstoma purpureum
Abstoma purpureum (Lloyd) G. Cunn. – gatunek grzybów z rodziny pieczarkowatych (Agaricaceae).

## Systematyka i nazewnictwo
Pozycja w klasyfikacji według Index Fungorum: Agaricaceae, Agaricales, Agaricomycetidae, Agaricomycetes, Agaricomycotina, Basidiomycota, Fungi.
Po raz pierwszy zdiagnozował go w 1922 r. Curtis Gates Lloyd nadając mu nazwę Catastoma purpurea. Obecną, uznaną przez Index Fungorum nazwę nadał mu Gordon Cunningham w 1926 r.
Synonim: Catastoma purpurea Lloyd.

## Morfologia
Grzyby z gatunku Abstoma purpureum wytwarzają bulwiaste, podziemne owocniki. Mają one 4 cm średnicy i składają się z purpurowej gleby otoczonej cienkim, ciemnofioletowym endoperydium oraz grubym (do 3 mm), twardym fioletowym egzoperydium, zawierającym w swojej strukturze ziarna piasku. Po dojrzeniu owocnika egzoperydium pęka nieregularnie, uwalniając zarodniki. Zarodniki Abstoma purpureum mają pokrój kulisty lub lekko eliptyczny o średnicy ok. 10–14 μm, są intensywnie orzechowo ubarwione, a ich powierzchnia pokryta jest siatkowatym wzorem.

## Występowanie i siedlisko
Abstoma purpureum jest endemitem Nowej Zelandii. Rozwija się na wydmach, w piasku, wykształca owocniki pod jego powierzchnią.